# Фихте, Иммануил Герман
Иммануил Герман Фихте (нем. Immanuel Hermann von Fichte; 1796—1879) — немецкий философ, сын Иоганна Готлиба Фихте; в отличие от последнего называется обыкновенно Младшим.
Был профессором философии в Бонне и Тюбингене. В 1837 году основал журнал «Zeitschrift für Philosophie und speculative Theologie», в котором, кроме разработки теологических вопросов в духе христианства, сосредоточивалась полемика против пантеизма, господствовавшего в то время под влиянием философии Гегеля. В 1847 году журнал этот был переименован в «Zeitschrift für Philosophie und philosophische Kritik» и издавался под редакцией Фихте и Ульрици. В числе своих врагов журнал начал считать окрепший в то время в Германии сенсуализм и материализм.

## Философия
Характерной чертой философской деятельности Фихте было постоянное стремление объединить разрозненные силы для построения философского миросозерцания, могущего удовлетворить научным требованиям, а также нравственному и религиозному чувству. Бессилие философии произвести что-нибудь законченное и твёрдо установленное имеет, по мнению Фихте, своей ближайшей причиной полную изолированность и отчуждённость отдельных представителей философии. В науке самого высокого и универсального интереса каждый упорно говорит своим языком, следует только собственной терминологии, вообще силится прежде всего стать оригинальным, вместо того чтобы искать общего и связующего. В результате — временный успех той или иной системы и никаких осязательных последствий для исторического развития философии. По мнению Фихте, необходимо прекратить эту фабрикацию отдельных систем (Systemmacherei) и перейти к коллективной работе, состоящей в систематической разработке того, что уже сделано предшествующими великими философами, и в соединении всех истинных философских принципов в одно органическое целое. Одушевляемый идеей философского общения, Фихте напечатал в 1846 г. приглашение на философский конгресс. Оно вызвало много возражений и споров, но конгресс всё-таки состоялся, в 1848 г., в Готе. Результаты его далеко не оправдали тех надежд, которые возлагал на него Фихте, и вообще идея философских конгрессов не получила дальнейшего развития и практического осуществления.
Мировоззрение Фихте имеет свой источник в идеалистических системах Фихте Старшего, Шеллинга и Гегеля. По его собственному признанию, исходным пунктом его философии была точка зрения «Наукоучения» в его позднейшей обработке. С Шеллингом и Гегелем роднит его понимание мира как одухотворённой идейной действительности. Тем не менее, по многим пунктам Фихте относится полемически к названным философам, в особенности к Гегелю. Главная ошибка идеализма состоит, по Фихте, в том, что он исходит из понятия бесконечного и абсолютного и через посредство этих понятий определяет природу конечной. Вследствие этого реальность конечного сводится к признанию его лишь временным проявлением или феноменом бесконечного. Не находя ничего устойчивого и пребывающего в конечном идеализме, его рассматривают как деятельность. Такой взгляд переносится затем и на весь мир, вследствие чего само абсолютное понимается как саморазвивающийся безличный мировой процесс. Этому методу, приводящему к пантеизму, Фихте противополагает свой, состоящий в развитии идеи абсолютного через изучение конечных вещей. Абсолютное является проблемой, разрешаемой на основании эмпирически данного. Лишь таким путём может быть построено истинное понятие о мире, в основании которого лежит идея личности.
Гносеологический анализ приводит к различению во всех конечных видах внешней, или феноменальной, стороны и внутренней, пребывающей, то есть субстанциальной, сущности. Эту субстанциальную сущность следует понимать не как некоторую универсальную, всюду одинаковую основу, а как множественность отдельных индивидуальностей. Кроме того, эти последние ни в каком случае не могут быть представляемы материалистически, то есть в предикатах чувственности. Все реальное образует непрерывную градацию индивидуальных сущностей (Realwesen), отличающихся друг от друга сложностью содержания, задатками к различным проявлениям и степенью возбудимости. Сознание обусловливается именно высокой степенью возбудимости. Таким образом, сознающий дух и реальности, лежащие в основе феноменов косной материи, по существу принадлежат к одной и той же духовной природе. Каждая реальность обладает известной индивидуальной качественностью, более или менее интенсивно выраженной. Во взаимодействии реальностей эта интенсивность обнаруживается как сила. Не существует силы вообще, но лишь качественно определённая сила. Сила служит основой всех количественных определений. В свою очередь количественная сторона является экстенсивностью и интенсивностью. Эти последние внешним образом обнаруживаются в телесности. Всё реально-сущее обладает вечностью.
В этом пункте Фихте становится на монадологическую точку зрения и отклоняется от Лейбница лишь признанием взаимодействия между реальностями-монадами. Взаимодействие, по Фихте, есть необходимое условие жизни. Поскольку каждая отдельная реальность предоставлена самой себе, она бездеятельна: только внешнее воздействие может вызвать деятельность, обнаруживающую природу вещей. Учение о душе и отношении её к телу развито Фихте в его капитальном труде «Psychologie». Душа, по Фихте, есть организующее начало тела и, как таковое, предшествует ему и переживает его после разрушения. В призвании предсознательного (Vorbewusste) существования души, включающего в себе в зародышевом состоянии все существенные черты её развитого состояния, Фихте пытается соединить свою точку зрения с учением Канта об априорных принципах познания.
По Фихте, априорно или предэмпирично не только познание, но все существо души. Рассматривая тело как продукт души, Фихте различает в нём внешнее и внутреннее тело. К внешнему относится вся материальная сущность тела, лишь временно входящая в его состав и удаляющаяся из тела в процессах обмена веществ. Внутреннее тело есть тот постоянный принцип, который производит и поддерживает структуру внешнего тела. В этом смысле внутреннее тело есть ближайшее пространственное выражение души и посредствующее звено между нею и внешним телом. Самое образование тела происходит, по Фихте, таким образом, что внешние реальности вовлекаются в его состав, ассимилируются и группируются в определённые пространственные соотношения. Эту пространственно-координирующую деятельность души Фихте называет воображением или фантазией. Таким образом тело, по Фихте, является в известном смысле продуктом фантазии; рассматриваемое с точки зрения его пространственной или математической природы, оно называется фантастическим, с точки зрения вещественности или осязательности — физическим.
Поскольку душа характеризуется постоянными свойствами и определёнными типами душевных движений, и в теле можно различать постоянные соотношения частей и известные формы двигательных взаимоотношений (жесты, мимика). И то, и другое, взятое в целом, есть полное выражение души («Vollgeberde»). Весьма важную роль в антропологии и психологии Фихте играет его теория «гениуса». Человек — не только экземпляр своей природы, но содержит в себе также небольшие и в каждом отдельном случае своеобразные задатки отклонения от существующего типа. Эта своеобразность коренится не в общечеловеческих формах мышления, но в сфере идей. Все идеи имманентны или потенциально присущи человеческой душе, но каждому человеку свойственно особое своеобразное сочетание идей, составляющее устойчивый, центральный пункт его души. Своеобразность идейного, пребывающего содержания в каждом человеке и есть его гениус. Как активная сила, гениус представляет высшее духовное влечение, подчиняющее и координирующее около себя все низшие влечения. Он же является источником всяческого совершенствования. Гениус присущ всем людям, и если на низших ступенях развития идейная сторона души не имеет никакого обнаружения, то это не указывает на отсутствие гениуса, но лишь на его скрытое состояние. Универсальность гениуса доказывается способностью самого некультурного человека к восприятию и развитию в себе всех идей человеческой культуры. Гениальность в обычном смысле слова есть лишь высшая ступень развития и обнаружения гениуса; но этот последний присущ также и тем людям, которые способны понимать гениальность другого человека и проникаться ею.
Все великие исторические гении только потому и могли влиять на современное им общество, а через него на исторический процесс, что их гениальность находила себе отзвук в родственных гениусах им конгениальных людей. Фихте подразделяет гениус на продуктивный и рецептивный. Гениус делает человека бессмертной личностью и полагает существенное различие между человеком и животным. — Обоснованию теизма посвящены главным образом два сочинения Фихте: «Speculative Theologie» и «Die theistische Weltansicht und ihre Berechtigung» — критический манифест к его противникам и изложение главных задач настоящего умозрения. Идея Бога как первоосновы всего существующего с необходимостью вытекает, по Фихте, из рассмотрения всей совокупности реального. Мир не представляет простого агрегата или смешения реальностей, но замкнутую, координированную в частях и в целом систему. Так как ни отдельная реальность, ни общая сумма реальностей не может быть всеорганизующим началом, то весь порядок мировой системы должен быть признан не самостоятельным, а сотворённым и обусловленным (ordo ordinatus). Таким образом, необходимо прийти к признанию единого упорядочивающего начала мира (ordo ordinaus), которое и есть Бог.
Для человека возможно лишь косвенное познание Бога через изучение всех реальных отдельностей; это познание не может иметь характер наглядности, но состоит в чистом умозрении. Главная его сущность — в понимании Бога трансцендентным мировым единством. В признании Бога сверхмировой личностью заключается существеннейшее отличие защищаемого Фихте теизма от предшествовавших ему пантеистических учений, по которым природа Бога целиком исчерпывается общей совокупностью мирового процесса. Мнение (ведущее своё начало от Фихте Старшего), по которому понимание Бога абсолютной личностью заключает в себе противоречие, Фихте считает ошибочным и основанным на том, что понятие личности принимается в узком смысле человеческой личности с присущими ей предикатами конечности и обусловленности. Фихте опровергает также высказанное некоторыми из его современников положение о несовместимости понятия Бога с признанием вечных несотворённых реальностей, заставляющих будто бы мыслить Бога или ограниченным, или во всяком случае по отношению к ним бездеятельным. По мнению Фихте, все недоразумение заключается здесь в узком и нефилософском понятии творения, которому придаётся значение возникновения во времени. Бог — творец мира, но не в том смысле, что творит его в известный момент времени из ничего, а в том, что вечно или безвременно создаёт общемировую координацию.
Индивидуальные элементы мира, понимаемые отдельно друг от друга, не сотворены, а существуют вечно; но их общая связь и развитие обусловлены Богом. Самой основной формой отношений между отдельными реальностями является отношение средства и цели. Неорганическая природа представляет средство для достижения высших форм бытия органического мира. Весь мир по своей внутренней координации есть непрерывная цепь средств и целей. Так как источник этой координации — в Боге, то деятельность Бога по отношению к миру следует признать целеположной. Первоначальная сущность отдельных вещей и общемирового порядка направлена к абсолютному благу и совершенству и потому может быть названа божественной. Зло, или недолжное, не лежит в первоначальной природе вещей, но имеет внешнее и случайное происхождение. В каждом взаимодействии отдельных существ открывается возможность для разного рода отклонений от первоначальной, заложенной во всякой индивидуальности нормы развития — внутренней цели. Превращение этой возможности в действительность зависит от произвола существ. Но сущность первоначальной безгрешной природы никогда не уничтожается вполне, и в ней находится постоянный источник возврата к добру. Однако полное нравственное возрождение не может быть произведено собственными силами отдельных существ и нуждается в помощи Бога. Такую божественную помощь человечество получило в лице Христа. Обычное возражение против теодицеи, состоящее в вопросе, как мог Бог допустить возможность зла, устраняется тем соображением, что понятие недолжного, или зла, вытекает из самого понятия свободной воли как возможности самоопределения. Если бы Бог сделал невозможным всякое отклонение от первоначальной нормы добра, то это было бы равносильно полной обусловленности существ, и такой фатально развивающийся мир был бы лишён всякого нравственного смысла и ценности.

## Основные сочинения
- «Sätze zur Vorschule der Theologie» (1826);
- «Beiträge zur Charakteristik der neueren Philosophie» (1828 и 1841);
- «Ueber Gegensätze, Wendepunkt und Ziel heutiger Philosophie» (1832);
- «Das Erkennen als Selbsterkennen» (1833); «Ontologie» (1836);
- «Die Idee der Persönlichkeit und der individuellen Fortdauer» (1834 и 1855);
- «Speculative Theologie» (1846—1847);
- «System der Ethik» (1850—1853);
- «Anthropologie» (1856 и 1876);
- «Zur Seelenf rage» (1859);
- «Psychologie» (1864);
- «Die Seelenfortdauer und die Weltstellung des Menschen» (1867);
- «Vermischte Schriften» (1869);
- «Die theistische Weltansicht und ihre Berechtigung» (1873);
- «Fragen und Bedenken über die nächste Fortbildung deutscher Speculation» (1876);
- «Der neuere Spiritualismus, sein Werth und seine Täuschungen» (1878).